# Nako Motohashi
Pour les articles homonymes, voir Motohashi (homonymie).
Nako Motohashi (本橋菜子) est une joueuse internationale japonaise de basket-ball née le 10 octobre 1993 à Asaka.

## Biographie
Elle participe à la Coupe du monde 2018, puis elle fait partie des douze sélectionnées pour le tournoi olympique de 2020, disputé en 2021 en raison de la pandémie de Covid-19, qui remporte la médaille d'argent.

## Palmarès
- Médaillée d'or à la Coupe d'Asie féminine de basket-ball 2019
- Médaille d'argent aux Jeux olympiques de 2020 à Tokyo[1]